# تانک سبک

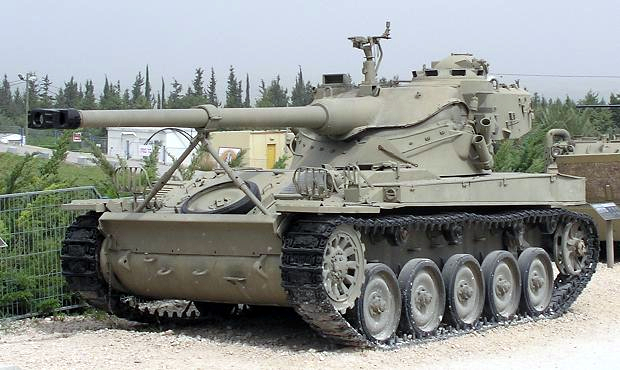
آام‌ایکس-۱۳ یک نمونه تیپیکال تانک سبک فرانسوی بود که از سال ۱۹۵۲ تا دهه ۱۹۸۰ تولید و به بیش از ۲۵ کشور صادر شد.

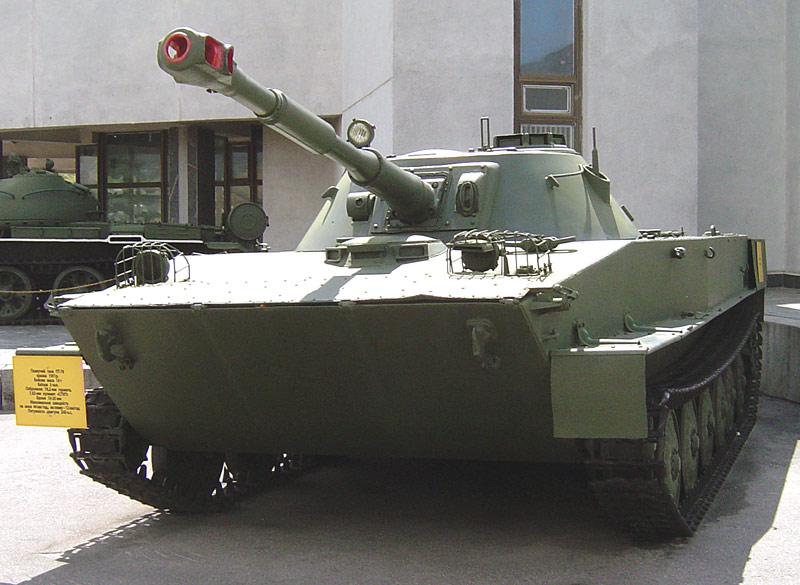
شوروی‌ها پی‌تی-۷۶ را برای حرکت خوب بر روی آب و مأموریت‌های آبی-خاکی طراحی کرده بودند.

تانک سبک یکی از انواع تانک است که از قدرت تحرک و سرعت بالایی برخوردار است و معمولاً برای مقاصد شناسایی، گشت‌زنی، و دیده‌بانی استفاده می‌شود. این نوع تانک‌ها از قدرت آتش کمتر و زره ضعیف‌تری نسبت به تانک‌های دیگر برخوردارند و به همین دلیل برای نبرد مستقیم با تانک‌های دشمن مناسب نیستند اما توانایی استفاده از رخنه‌های دفاعی دشمن برای حمله به توپخانه دشمن، یا تشخیص مواضع دشمن برای توپخانه خودی را دارند.
سرعت حرکت و شتاب‌گیری، قدرت مانور بالا و اندازهٔ کوچک تانک‌های سبک به آن‌ها کمک می‌کند تا بهتر از آتش توپخانه دشمن فرار کنند، اما تانک‌های متوسط معمولاً آنقدر قدرت آتش، قدرت تحرک، و زره کافی دارند تا به آسانی تانک‌های سبک را نابود کنند در نتیجه هماهنگی تانک‌های سبک در هنگام اجرای عملیات با توپخانه خودی ضروری است.
تانک‌های سبک از نظر نوع مأموریت شباهت زیادی به خودروهای شناسایی زرهی دارند با این تفاوت که تانک‌های سبک به جای چرخ از شنی استفاده می‌کنند تا تحرک بهتری در خارج از جاده داشته باشند.

## تاریخچه
پیش از جنگ جهانی دوم عصر اوج فراگیری تانک‌های سبک بود. آغاز جنگ سرد با پیدایش ایده تانک اصلی میدان نبرد همراه بود که تمامی کلاس‌های دیگر تانک‌ها را در خود بلعید. بر اساس این ایده فقط یک نوع تانک ساخته می‌شد که توانایی انجام تمامی مأموریت‌های کلاس‌های مختلف تانک‌ها را داشته باشد.
هرچند تانک‌های اصلی میدان نبرد تا حد زیادی جایگزین تانک‌های سبک هم شدند اما سبکی و کوچکی تانک‌های سبک و قابلیت جابه‌جایی سریع آن‌ها باعث شد تا آن‌ها همچنان برای برخی مأموریت‌های خاص مثلاً حمایت از نیروهای هوابرد، ماموریت‌های آبی-خاکی و عملیات‌های شناسایی استفاده شوند. اما در اواخر جنگ سرد خودروهای جنگی پیاده‌نظام این نقش‌ها را هم از تانک‌های سبک گرفتند. طراحی یک مدل اصلاح‌شده از خودروهای جنگی پیاده‌نظام برای مأموریت‌های شناسایی و آتش پشتیبان راه حل ارزان‌تر و ساده‌تری از طراحی یک تانک سبک بود. آمریکایی‌ها در دهه ۱۹۸۰ ام۵۵۱ شریدان آخرین تانک سبک خود را بازنشسته کردند و در آغاز سده بیستم بسیاری از ارتش‌های دنیا هیچ تانک سبکی را در خدمت نظامی خود ندارند.